# MG・メトロ6R4

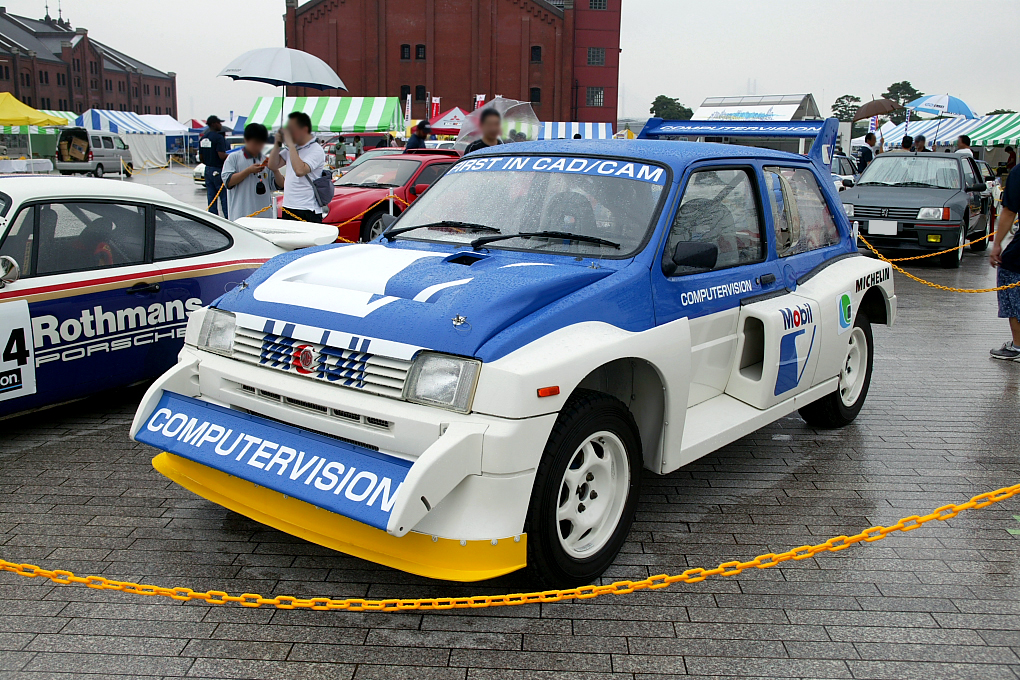
MG・メトロ6R4

MG・メトロ6R4とは、MGブランドでブリティッシュ・レイランドが開発したグループB車両である。
名前は6気筒（6cylinder ）・ラリー（rally ）・4WDに由来する。

## 概要
ローバー・メトロのMG版をベースに製作された。開発にはウィリアムズ・グランプリ・エンジニアリングや、イギリスの駆動系メーカーのジャックナイトなどが関わっているとされる。
エンジンはV64Vエンジンを縦置きミッドシップとした。元コスワースの従業員デビッドウッドが設計したもので、最高出力380-410PS/8,500 rpm(ロードバージョン250PS）、最大トルク31kg-m/6,500rpmを発生し、総アルミニウム製90度V型6気筒DOHC24バルブである。グループBのトップ争いにおいて必須とされていたターボチャージャーをレスポンスのためにあえて採用せず、総排気量2,991ccの大排気量NAとした。前後トルク配分35対65のビスカス式のセンターデフを介して駆動する4WDとした。初期の試作車にはローバー製V型8気筒エンジンの2気筒をカットして作られた通称V62Vエンジンが載せられていたものの、採用は見送られた。
フレームはメトロのモノコックフレームをベースにしつつ、後半部を鋼管フレームに変更。ボディは、コンパクトカーベースゆえ極端に短い2,412mmのホイールベースを補うために、前後のトレッドを1,510/1,550(mm)としている。
F1チームが関わっていることもあり、空力性能はグループB車の中でも良かった。しかし、川や大きな水溜りがあるセクションなどでは、水を横ではなく、真上に吹き上げて小さな水柱を作るため、遠くからでも来たことが分かったようである。
生産台数はグループBの規定に準じて200台余りが生産されたが、他のグループB車両と違い、20台がファクトリーチームに提供されたほかはすべてプライベーターに引き渡され、結局市販車として販売されなかった。
なおメトロ6R4のロードバージョンの名前は「クラブマン」、ワークスバージョンは「インターナショナル」という名前だった。

## 戦歴
世界ラリー選手権（WRC）参戦についてはワークスチームであるMG・オースチンレーシングチームと各地プライベーターにより参戦。
活動時期は1985年の最終戦RACラリーから1986年のモンテカルロ、スウェディッシュ、ポルトガル、ツール・ド・コルス、1000瑚、サンレモ、RAC・ラリーにワークス、プライベーターともに投入されたもののWRC参戦はこの1年弱と短く、アクロポリス、サファリ、ニュージーランド、アルゼンチン、コート・ジボワール等比較的コストの嵩むハードなステージには投入されなかった。
デビュー戦の1985年最終戦RACでは、トニー・ポンドが駆り、ランチア・デルタS4の1-2フィニッシュに次ぐ3位入賞。
1986年1000瑚でパー・エクルンドが7位、サンレモではマルコム・ウィルソンが4位と、WRC全体でみればポイント圏内に入ることがやっとで安定した信頼性は低いものの、ポテンシャルの高さを見せている。

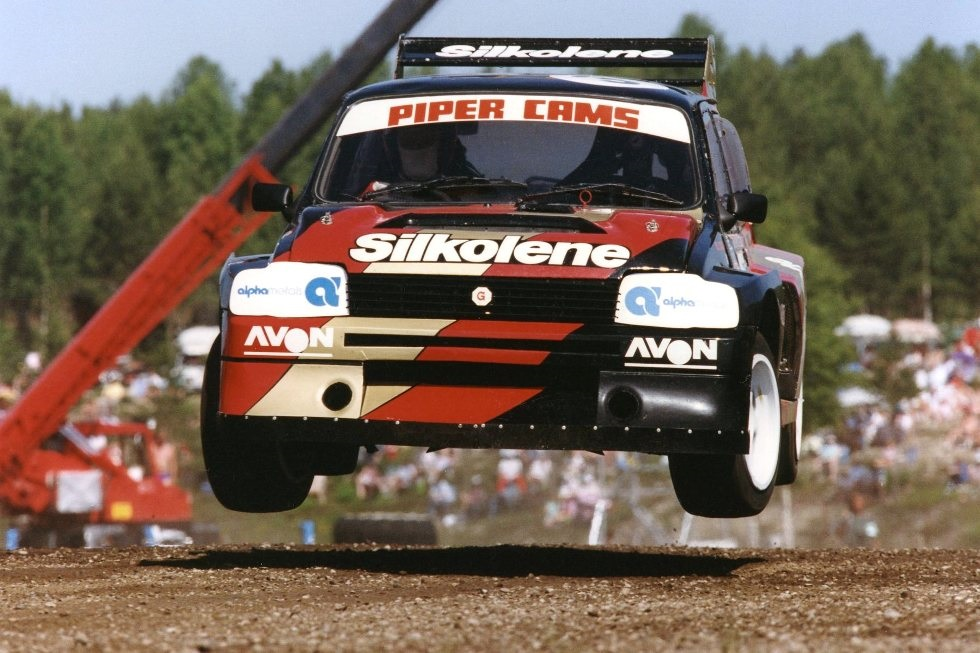
ウィル・ゴロップのドライブするMG Metro 6R4 BiTurbo（1991年のFIAヨーロッパラリークロス選手権にて）

WRCでのグループB終了後の1987年、パイクスピーク・インターナショナル・ヒルクライムやヨーロッパラリークロス選手権(Euro RX, ERX) においてプジョーやアウディ、フォード勢等と参戦、その後もプライペーターにより多くのラリーイベントでその姿を観ることができた。
WRC王者のディディエ・オリオールは「あなたにとって最強のマシンは？」という質問に、フォード・シエラコスワース、ランチア・デルタ インテグラーレとともにメトロ6R4を挙げている。
トールマン・グループはまた、メトロ6R4をパリ・ダカール・ラリーに参戦するよう改造し、サスペンションを上げてエンジンをローバー 3.5 L V8に換装し、「TG88 メトロ・レイダー」(Metro Raider) と呼ばれていた。その後、レイナードの助けを借りて、車は変更されたボディで更新され、前年とは異なる外観になり、現在は「TG89 エンデューロ」（Enduro）と呼ばれている。